# Championnats d'Afrique de gymnastique aérobic 2008
Navigation
Walvis Bay 2010
Les championnats d'Afrique de gymnastique aérobic 2008 sont des championnats de gymnastique aérobic qui se sont tenus en décembre 2008 à Walvis Bay (Namibie) et qui ont opposé des gymnastes aérobics des pays d'Afrique. Elles ont concerné les catégories seniors et juniors hommes et dames et se sont déroulés conjointement avec les championnats d'Afrique de trampoline 2008.
En solo féminin senior, l'Algérienne Sihem Mansouri est médaillée d'argent tandis que l'Algérienne Nassima Kheloui est médaillée de bronze. Chez les hommes, l'Algérien Mustapha Amrou est médaillé de bronze. En solo junior féminin, les Algériennes Belinda Hamaz et Kenza Mecili sont respectivement médaillées d'argent et de bronze.